# Lista persoanelor anchetate și condamnate pentru revolta din 1987 de la Brașov
Revolta din 15 noiembrie 1987 de la Brașov a fost una din puținele acțiuni ample de protest împotriva regimului comunist din România și a dictatorului Nicolae Ceaușescu. Principalii participanți la aceste evenimente au fost muncitorii de pe platformele industriale din oraș, în special cei de la Întreprinderea de Autocamioane „Steagul Roșu”, inițiatorii protestului. Revolta a fost înăbușită prin forță de organele de Securitate și Miliție, efectuându-se apoi numeroase arestări printre manifestanți.
Din câte se cunoaște astăzi, 183 de persoane au fost anchetate la sediile Miliției și Securității din Brașov și București, după alte surse peste 300. Securitatea a deschis pentru acest caz Dosarul nr.101, în care au fost adunate materialele foto, video și declarațiile celor anchetați. Ulterior, un număr de 61 de persoane, din care 53 de la Întreprinderea de Autocamioane, au fost condamnate penal în procesul care s-a ținut în Brașov pe data de 3 decembrie 1987. Sentințele pronunțate de tribunal au fost între 6 luni și 3 ani de închisoare, fără privare de libertate, cu obligația de executare la locul de muncă și deportarea din oraș, iar încadrarea s-a făcut pentru ultraj contra bunelor moravuri și tulburarea liniștii publice, la fel ca și în cazul greviștilor din Valea Jiului, din 1977. Acest tip de încadrare a fost folosit de guvernul comunist pentru a sugera că evenimentele de la Brașov se datorau unor huligani izolați, nefiind o mișcare cu caracter politic, economic și social.
Suplimentar, au fost schimbate locurile de muncă ale altor 27 de persoane. Nu se cunoaște numărul celor condamnați în procese ținute și în alte localități din țară.

## Lista celor 61 de persoane anchetate și condamnate pentru participarea la revolta anticomunistă din 15 noiembrie 1987 (în ordine alfabetică):
Conform sentinței penale nr. 2823 din 3 decembrie 1987 a Judecătoriei Brașov în dosarul nr. 2926/1987 și Asociației „Brașov 15 Noiembrie 1987”
1. Anghel Daniel
2. Anghel Vasile
3. Apetroaiei Puiu
4. Banciu Gheorghe
5. Băhnăreanu Costică
6. Bencze Denes
7. Boeriu Petre-Marius
8. Bordei Neculai
9. Broască Dumitru
10. Brumă Ion
11. Buceanu Aurel
12. Cocan Constantin
13. Cojocea Nicușor
14. Cosmos Iosif-Ion
15. Creangă Petru
16. Dascălu Petrică
17. Duduc Gheorghe
18. Duduc Radu
19. Farcaș Iosif
20. Filichi Gavrilă
21. Geneti Aurică
22. Gergely András
23. Gergely Árpád
24. Grădinaru Ioan
25. Gyerko Gheorghe
26. Hâldan Gheorghe
27. Hosszu Aurel
28. Huian Aurel
29. Iacob Dănuț
30. Ilie Ionel
31. Macovei Mihai
32. Maniu Gavrilă
33. Micu Ștefan
34. Mocanu Ovidiu
35. Mureșan Vasile
36. Mutihac Florin
37. Năstase Dumitru
38. Năstase Ion
39. Neculaescu Marius-Tibi
40. Nicuțari Pavel
41. Oprișan Gheorghe
42. Paraschiv Nicuță
43. Pintea Ciprian
44. Pricope Petru
45. Pușcașu Enea
46. Ricu Marian
47. Robotă Dumitru
48. Sbârn Costică
49. Sevaciuc Mircea
50. Sommerauer Werner
51. State Constantin
52. Ștefănoiu Ioan
53. Toma Lucian
54. Tudose Eugen
55. Tulai Florin
56. Vieru Vasile
57. Vitos Ludovic
58. Voinea Stan
59. Vulpe Pavel-Cornel
60. Zaharia Gheorghe
61. Zavela Cristian

## Lista persoanelor anchetate pentru participarea la revolta anticomunistă din 15 noiembrie 1987, fără a fi condamnate (în ordine alfabetică):
Conform Asociației „Brașov 15 Noiembrie 1987”
1. Barna Florin
2. Biro Iuliana
3. Bradu Constantin
4. Căruceru Floarea
5. Ciorășteanu Sebastian
6. Cristea Cătălin
7. Dulgheriu Romeo Gheorghe
8. Dumitru Viorel
9. Feyer Attila
10. Gorovei Maria
11. Jugănaru Cecilia
12. Ordace Dan Aurel
13. Paveliuc Laurentiu
14. Păunaș Mihai
15. Postelnicu Sofia
16. Postolachi Florin
17. Tudoran Stan
18. Zamfir Petru Daniel

## Lista studenților arestați, exmatriculați și deportați pentru solidarizarea ulterioară cu participanții la revolta din 15 noiembrie 1987 (în ordine alfabetică):
Conform Asociației „Brașov 15 Noiembrie 1987”
1. Brîncoveanu Marin
2. Bia Cătălin
3. Lupoi Marian
4. Silaghi Lucian
5. Șerban Horia
6. Torjo Mihai